# راكز (اسم)
راكز هو اسم علم مذكر من أصل عربي، ومعناه هو والثابت المستقر الرصين، من الفعل ركز الرمح ثبته في الأرض.

## وصلات خارجية
- موسوعة السلطان قابوس لأسماء العرب نسخة محفوظة 5 أبريل 2019 على موقع واي باك مشين.